# خرشنة سومطرية

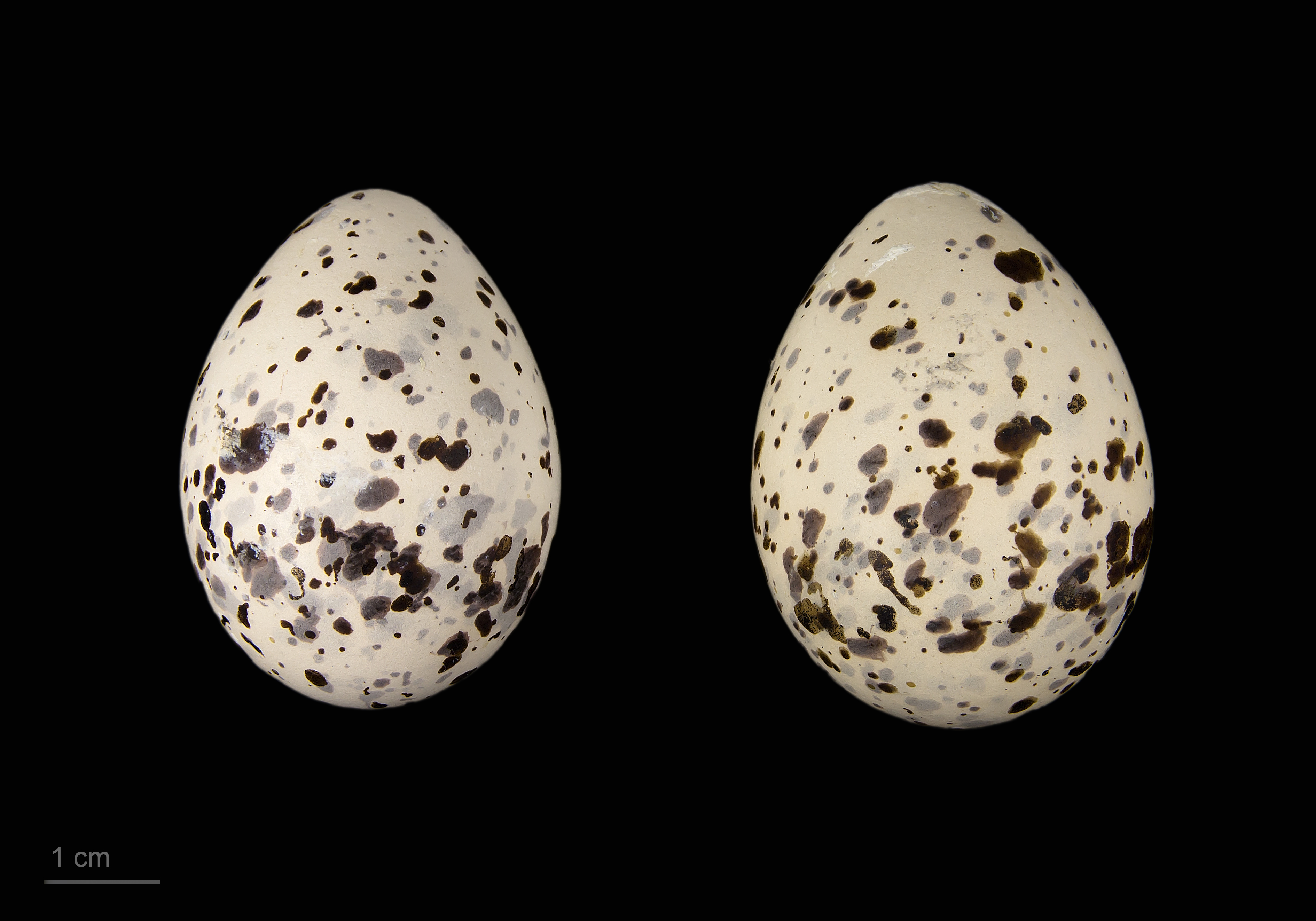
Sterna sumatrana

خرشنة سومطرية (الاسم العلمي: Sterna sumatrana) (بالإنجليزية: Black-naped Tern)‏ هو نوع من الطيور يتبع جنس الخرشنة من الفصيلة النورسية.